# Крачевский, Иван Яковлевич
Иван Яковлевич Крачевский (23 ноября 1920, Воронцово-Александровское, Северо-Кавказский край — 7 ноября 2013, Москва) — советский хоккеист и футболист, хоккейный и футбольный тренер.

## Биография
С 1932 года с семьёй жил в г. Красновишерске Пермской области. В юности работал на бумажном комбинате и играл за команду «Бумажник» (Красновишерск) по футболу и хоккею с мячом. В 1938 году поступил в Пермский техникум физической культуры, Вскоре техникум был переведён в Свердловск.
Участник Великой Отечественной войны, служил шофёром.
После войны вернулся в Свердловск. Участник первого чемпионата СССР по хоккею с шайбой в сезоне 1946/1947 в составе свердловского ОДО. В 1947—1948 годах был футболистом и тренером в Ташкенте. Затем снова вернулся в Свердловск, где выступал за хоккейные команды «Динамо» и «Уралмашзавод», в том числе в высшей лиге.
В 1951 году также был играющим тренером футбольного клуба «Авангард» (Свердловск), выступавшего в соревнованиях КФК.
В 1950-е годы заочно окончил Омский институт физической культуры.
Стал одним из основателей хоккейной команды «Спартак» (Свердловск), был капитаном и играющим тренером. В 1955 году вместе с командой стал победителем хоккейного класса «Б». В 1953—1955 годах — председатель Свердловского областного совета ДСО «Спартак».
В конце 1950-х годов завершил игровую карьеру и сосредоточился на тренерской работе. В 1957—1961 годах — старший преподаватель кафедры физвоспитания Свердловского горного института. С 1961 по 1964 год возглавлял хоккейную команду «Спартак» (Свердловск). С 1965 по 1970 годы — главный тренер «Спутника» (Нижний Тагил), победитель восточной зоны второй лиги и вице-чемпион РСФСР сезона 1969/70. В 1971—1975 годах возглавлял омский «Шинник»/«Каучук»/«Химик» (ныне — «Авангард»), вывел команду в первую лигу и привёл к званию чемпиона РСФСР (1973).
В 1977—1980 годах — директор хоккейной школы московского «Спартака». Затем был членом тренерского совета Федерации хоккея, инспектором хоккейных матчей. Имел всесоюзную судейскую категорию.
Скончался в Москве 7 ноября 2013 года на 93-м году жизни. Похоронен на Бутовском кладбище.